# 24 Horas de Le Mans 2017
La edición número 85 de las 24 horas de Le Mans es un evento automovilístico de resistencia realizado entre el 17 y 18 de junio del año 2017 en el Circuito de Le Sarthe, Le Mans, Francia. El evento fue organizado por el Automobile Club de l'Ouest y fue la tercera cita de la Temporada 2017 del Campeonato Mundial de Resistencia. En la clasificación, Kamui Kobayashi estableció el récord del Circuito de Le Sarthe en 3:14,791 con el Toyota TS050 Hybrid número 7 además de establecer la velocidad promedio más alta en el circuito.
Los ganadores en LMP1 fueron Timo Bernhard, Brendon Hartley y Earl Bamber en el Porsche 919 Hybrid Nro 2, en LMP2 ganó el Jackie Chan DC Racing Oreca 07 Nro 38 manejado por Ho-Pin Tung, Thomas Laurent y Oliver Jarvis, en LMGTE Pro la victoria se la llevó el Aston Martin Nro 97 de Darren Turner, Jonathan Adam y Daniel Sierra, y los ganadores de LMGTE Am fueron Robert Smith, Will Stevens y Dries Vanthoor en la Ferrari 488 GTE número 84.
Esta edición fue la primera en la que al menos un auto de la categoría LMP2 entró en el podio general y lideró la carrera en alguna parte de la misma.

## Clasificación
Los resultados de la clasificación fueron los siguientes donde están marcados en negrita los tiempos más rápidos de cada categoría:
| Pos | Categoría | Nro | Equipo                     | Clasificación 1 | Clasificación 2 | Clasificación 3 | Diferencia |
| --- | --------- | --- | -------------------------- | --------------- | --------------- | --------------- | ---------- |
| 1   | LMP1      | 7   | Toyota Gazoo Racing        | 3:18.793        | 3:14.791        | 3:19.928        |            |
| 2   | LMP1      | 8   | Toyota Gazoo Racing        | 3:19.483        | Sin tiempo      | 3:17.128        | +2.337     |
| 3   | LMP1      | 1   | Porsche LMP Team           | 3:21.165        | 3:17.259        | 3:18.210        | +2.468     |
| 4   | LMP1      | 2   | Porsche LMP Team           | 3:19.710        | 3:18.067        | 3:20.154        | +3.276     |
| 5   | LMP1      | 9   | Toyota Gazoo Racing        | 3:19.958        | 3:19.889        | 3:18.625        | +3.834     |
| 6   | LMP1      | 4   | ByKolles Racing Team       | 3:28.887        | 3:26.026        | 3:24.170        | +9.379     |
| 7   | LMP2      | 26  | G-Drive Racing             | 3:31.945        | 3:28.580        | 3:25.352        | +10.561    |
| 8   | LMP2      | 25  | CEFC Manor TRS Racing      | 3:30.502        | 3:25.549        | 3:26.521        | +10.758    |
| 9   | LMP2      | 38  | Jackie Chan DC Racing      | 3:31.024        | 3:26.776        | 3:25.911        | +11.120    |
| 10  | LMP2      | 31  | Vaillante Rebellion        | 3:29.851        | 3:27.564        | 3:26.736        | +11.945    |
| 11  | LMP2      | 13  | Vaillante Rebellion        | 3:31.636        | 3:27.071        | 3:26.811        | +12.020    |
| 12  | LMP2      | 24  | CEFC Manor TRS Racing      | 3:30.847        | 3:26.871        | 3:27.359        | +12.080    |
| 13  | LMP2      | 28  | TDS Racing                 | 3:29.333        | 3:31.085        | 3:27.108        | +12.317    |
| 14  | LMP2      | 35  | Signatech Alpine Matmut    | 3:31.439        | 3:29.328        | 3:27.517        | +12.726    |
| 15  | LMP2      | 37  | Jackie Chan DC Racing      | 3:41.393        | 3:28.432        | 3:27.535        | +12.744    |
| 16  | LMP2      | 27  | SMP Racing                 | 3:34.407        | 3:30.262        | 3:27.782        | +12.991    |
| 17  | LMP2      | 36  | Signatech Alpine Matmut    | 3:31.065        | 3:28.856        | 3:28.051        | +13.260    |
| 18  | LMP2      | 39  | Graff                      | 3:32.987        | 3:36.128        | 3:28.368        | +13.577    |
| 19  | LMP2      | 40  | Graff                      | 3:32.477        | 3:29.396        | 3:28.891        | +14.100    |
| 20  | LMP2      | 22  | G-Drive Racing             | 3:31.963        | 3:28.937        | 3:30.313        | +14.146    |
| 21  | LMP2      | 32  | United Autosports          | 3:34.166        | 3:30.693        | 3:29.151        | +14.360    |
| 22  | LMP2      | 21  | DragonSpeed – 10 Star      | 3:34.046        | 3:30.396        | 3:29.777        | +14.986    |
| 23  | LMP2      | 29  | Racing Team Nederland      | 3:33.796        | 3:31.766        | 3:29.976        | +15.185    |
| 24  | LMP2      | 47  | Cetilar Villorba Corse     | 3:34.846        | 3:30.014        | 3:33.412        | +15.223    |
| 25  | LMP2      | 45  | Algarve Pro Racing         | 3:37.814        | 3:30.164        | 3:32.425        | +15.373    |
| 26  | LMP2      | 23  | Panis Barthez Competition  | 3:35.559        | 3:31.346        | 3:32.888        | +16.555    |
| 27  | LMP2      | 34  | Tockwith Motorsports       | 3:41.628        | 3:33.739        | 3:32.536        | +17.745    |
| 28  | LMP2      | 49  | ARC Bratislava             | 3:37.226        | 3:33.921        | No time         | +19.130    |
| 29  | LMP2      | 17  | IDEC Sport Racing          | 3:40.162        | 3:36.362        | 3:36.230        | +21.439    |
| 30  | LMP2      | 43  | Keating Motorsport         | 3:40.813        | 3:37.350        | 3:37.007        | +22.216    |
| 31  | LMP2      | 33  | Eurasia Motorsport         | 3:42.660        | 3:42.916        | No time         | +27.869    |
| 32  | LMGTE Pro | 97  | Aston Martin Racing        | 3:53.296        | 3:51.860        | 3:50.837        | +36.046    |
| 33  | LMGTE Pro | 51  | AF Corse                   | 3:53.123        | 3:52.087        | 3:51.028        | +36.237    |
| 34  | LMGTE Pro | 95  | Aston Martin Racing        | 3:52.117        | 3:52.525        | 3:51.038        | +36.247    |
| 35  | LMGTE Pro | 71  | AF Corse                   | 3:52.235        | 3:52.903        | 3:51.086        | +36.295    |
| 36  | LMGTE Pro | 69  | Ford Chip Ganassi Team USA | 3:55.553        | 3:52.496        | 3:51.232        | +36.441    |
| 37  | LMGTE Pro | 63  | Corvette Racing – GM       | 3:54.847        | 3:52.886        | 3:51.484        | +36.693    |
| 38  | LMGTE Pro | 92  | Porsche GT Team            | 3:54.243        | 3:52.177        | 3:51.847        | +37.056    |
| 39  | LMGTE Pro | 66  | Ford Chip Ganassi Team UK  | 3:55.803        | 3:52.558        | 3:51.991        | +37.200    |
| 40  | LMGTE Pro | 67  | Ford Chip Ganassi Team UK  | 3:54.118        | 3:53.059        | 3:52.008        | +37.217    |
| 41  | LMGTE Pro | 64  | Corvette Racing – GM       | 3:54.876        | 3:52.391        | 3:52.017        | +37.226    |
| 42  | LMGTE Pro | 82  | Risi Competizione          | Sin tiempo      | 3:52.138        | 3:54.129        | +37.347    |
| 43  | LMGTE Pro | 68  | Ford Chip Ganassi Team USA | 3:55.059        | 3:52.626        | 3:52.178        | +37.387    |
| 44  | LMGTE Pro | 91  | Porsche GT Team            | 3:54.564        | 3:52.593        | 3:53.807        | +37.802    |
| 45  | LMGTE Am  | 50  | Larbre Compétition         | 3:56.259        | 3:54.559        | 3:52.843        | +38.052    |
| 46  | LMGTE Am  | 98  | Aston Martin Racing        | 3:55.134        | 3:54.456        | 3:53.233        | +38.442    |
| 47  | LMGTE Am  | 62  | Scuderia Corsa             | 3:57.267        | 3:54.576        | 3:53.312        | +38.521    |
| 48  | LMGTE Am  | 77  | Dempsey-Proton Racing      | 3:55.692        | 3:54.890        | 3:53.381        | +38.590    |
| 49  | LMGTE Am  | 55  | Spirit of Race             | 4:01.098        | 3:54.941        | 3:53.641        | +38.850    |
| 50  | LMGTE Am  | 84  | JMW Motorsport             | 3:56.890        | 3:53.981        | 3:53.977        | +39.186    |
| 51  | LMGTE Am  | 83  | DH Racing                  | 3:55.966        | 3:54.813        | 3:54.088        | +39.297    |
| 52  | LMGTE Am  | 90  | TF Sport                   | 3:55.953        | 3:54.319        | 3:54.551        | +39.528    |
| 53  | LMGTE Am  | 99  | Beechdean AMR              | 3:57.463        | 3:55.046        | 3:54.328        | +39.537    |
| 54  | LMGTE Am  | 93  | Proton Competition         | 3:58.196        | 3:54.621        | 3:59.046        | +39.830    |
| 55  | LMGTE Am  | 61  | Clearwater Racing          | 3:56.333        | 3:55.995        | 3:54.955        | +40.164    |
| 56  | LMGTE Am  | 60  | Clearwater Racing          | 3:57.321        | 4:02.436        | 3:54.994        | +40.203    |
| 57  | LMGTE Am  | 88  | Proton Competition         | 3:56.507        | 3:55.468        | 4:00.323        | +40.677    |
| 58  | LMGTE Am  | 54  | Spirit of Race             | 3:58.904        | 3:57.005        | 3:56.301        | +41.510    |
| 59  | LMGTE Am  | 86  | Gulf Racing UK             | 3:58.427        | Sin tiempo      | 3:56.469        | +41.678    |
| 60  | LMGTE Am  | 65  | Scuderia Corsa             | 3:58.249        | 3:59.842        | Sin tiempo      | +43.458    |

## Carrera
| Pos | Clase     | No | Equipo                     | Pilotos                                                  | Chasis                                | Neu. | Vueltas | Tiempo        |
| Pos | Clase     | No | Equipo                     | Pilotos                                                  | Motor                                 | Neu. | Vueltas | Tiempo        |
| --- | --------- | -- | -------------------------- | -------------------------------------------------------- | ------------------------------------- | ---- | ------- | ------------- |
| 1   | LMP1      | 2  | Porsche LMP Team           | Timo Bernhard Brendon Hartley Earl Bamber                | Porsche 919 Hybrid                    | M    | 367     | 24:01:14.075  |
| 1   | LMP1      | 2  | Porsche LMP Team           | Timo Bernhard Brendon Hartley Earl Bamber                | Porsche 2.0 L Turbo V4                | M    | 367     | 24:01:14.075  |
| 2   | LMP2      | 38 | Jackie Chan DC Racing      | Ho-Pin Tung Thomas Laurent Oliver Jarvis                 | Oreca 07                              | D    | 366     | +1 vuelta     |
| 2   | LMP2      | 38 | Jackie Chan DC Racing      | Ho-Pin Tung Thomas Laurent Oliver Jarvis                 | Gibson GK428 4.2 L V8                 | D    | 366     | +1 vuelta     |
| 3   | LMP2      | 37 | Jackie Chan DC Racing      | David Cheng Tristan Gommendy Alex Brundle                | Oreca 07                              | D    | 363     | +4 vueltas    |
| 3   | LMP2      | 37 | Jackie Chan DC Racing      | David Cheng Tristan Gommendy Alex Brundle                | Gibson GK428 4.2 L V8                 | D    | 363     | +4 vueltas    |
| 4   | LMP2      | 35 | Signatech Alpine Matmut    | Nelson Panciatici Pierre Ragues André Negrão             | Alpine A470                           | D    | 362     | +5 vueltas    |
| 4   | LMP2      | 35 | Signatech Alpine Matmut    | Nelson Panciatici Pierre Ragues André Negrão             | Gibson GK428 4.2 L V8                 | D    | 362     | +5 vueltas    |
| 5   | LMP2      | 32 | United Autosports          | William Owen Hugo de Sadeleer Filipe Albuquerque         | Ligier JS P217                        | D    | 362     | +5 vueltas    |
| 5   | LMP2      | 32 | United Autosports          | William Owen Hugo de Sadeleer Filipe Albuquerque         | Gibson GK428 4.2 L V8                 | D    | 362     | +5 vueltas    |
| 6   | LMP2      | 40 | Graff                      | James Allen Richard Bradley Franck Matelli               | Oreca 07                              | D    | 361     | +6 vueltas    |
| 6   | LMP2      | 40 | Graff                      | James Allen Richard Bradley Franck Matelli               | Gibson GK428 4.2 L V8                 | D    | 361     | +6 vueltas    |
| 7   | LMP2      | 24 | CEFC Manor TRS Racing      | Tor Graves Jonathan Hirschi Jean-Éric Vergne             | Oreca 07                              | D    | 360     | +7 vueltas    |
| 7   | LMP2      | 24 | CEFC Manor TRS Racing      | Tor Graves Jonathan Hirschi Jean-Éric Vergne             | Gibson GK428 4.2 L V8                 | D    | 360     | +7 vueltas    |
| 8   | LMP1      | 8  | Toyota Gazoo Racing        | Sébastien Buemi Kazuki Nakajima Anthony Davidson         | Toyota TS050 Hybrid                   | M    | 358     | +9 vueltas    |
| 8   | LMP1      | 8  | Toyota Gazoo Racing        | Sébastien Buemi Kazuki Nakajima Anthony Davidson         | Toyota 2.4 L Turbo V6                 | M    | 358     | +9 vueltas    |
| 9   | LMP2      | 47 | Cetilar Villorba Corse     | Andrea Belicchi Roberto Lacorte Giorgio Sernagiotto      | Dallara P217                          | D    | 353     | +14 vueltas   |
| 9   | LMP2      | 47 | Cetilar Villorba Corse     | Andrea Belicchi Roberto Lacorte Giorgio Sernagiotto      | Gibson GK428 4.2 L V8                 | D    | 353     | +14 vueltas   |
| 10  | LMP2      | 36 | Signatech Alpine Matmut    | Romain Dumas Gustavo Menezes Matt Rao                    | Alpine A470                           | D    | 351     | +16 vueltas   |
| 10  | LMP2      | 36 | Signatech Alpine Matmut    | Romain Dumas Gustavo Menezes Matt Rao                    | Gibson GK428 4.2 L V8                 | D    | 351     | +16 vueltas   |
| 11  | LMP2      | 34 | Tockwith Motorsports       | Philip Hanson Nigel Moore Karun Chandhok                 | Ligier JS P217                        | D    | 351     | +16 vueltas   |
| 11  | LMP2      | 34 | Tockwith Motorsports       | Philip Hanson Nigel Moore Karun Chandhok                 | Gibson GK428 4.2 L V8                 | D    | 351     | +16 vueltas   |
| 12  | LMP2      | 17 | IDEC Sport Racing          | Patrice Lafargue Paul Lafargue David Zollinger           | Ligier JS P217                        | M    | 344     | +23 vueltas   |
| 12  | LMP2      | 17 | IDEC Sport Racing          | Patrice Lafargue Paul Lafargue David Zollinger           | Gibson GK428 4.2 L V8                 | M    | 344     | +23 vueltas   |
| 13  | LMP2      | 29 | Racing Team Nederland      | Rubens Barrichello Jan Lammers Frits van Eerd            | Dallara P217                          | D    | 344     | +23 vueltas   |
| 13  | LMP2      | 29 | Racing Team Nederland      | Rubens Barrichello Jan Lammers Frits van Eerd            | Gibson GK428 4.2 L V8                 | D    | 344     | +23 vueltas   |
| 14  | LMP2      | 21 | DragonSpeed – 10 Star      | Henrik Hedman Felix Rosenqvist Ben Hanley                | Oreca 07                              | D    | 343     | +24 vueltas   |
| 14  | LMP2      | 21 | DragonSpeed – 10 Star      | Henrik Hedman Felix Rosenqvist Ben Hanley                | Gibson GK428 4.2 L V8                 | D    | 343     | +24 vueltas   |
| 15  | LMP2      | 33 | Eurasia Motorsport         | Jacques Nicolet Pierre Nicolet Erik Maris                | Ligier JS P217                        | D    | 341     | +26 vueltas   |
| 15  | LMP2      | 33 | Eurasia Motorsport         | Jacques Nicolet Pierre Nicolet Erik Maris                | Gibson GK428 4.2 L V8                 | D    | 341     | +26 vueltas   |
| 16  | LMP2      | 31 | Vaillante Rebellion        | Bruno Senna Nicolas Prost Julien Canal                   | Oreca 07                              | D    | 340     | +27 vueltas   |
| 16  | LMP2      | 31 | Vaillante Rebellion        | Bruno Senna Nicolas Prost Julien Canal                   | Gibson GK428 4.2 L V8                 | D    | 340     | +27 vueltas   |
| 17  | LMGTE Pro | 97 | Aston Martin Racing        | Darren Turner Jonathan Adam Daniel Serra                 | Aston Martin Vantage GTE              | D    | 340     | +27 vueltas   |
| 17  | LMGTE Pro | 97 | Aston Martin Racing        | Darren Turner Jonathan Adam Daniel Serra                 | Aston Martin 4.5 L V8                 | D    | 340     | +27 vueltas   |
| 18  | LMGTE Pro | 67 | Ford Chip Ganassi Team UK  | Harry Tincknell Andy Priaulx Pipo Derani                 | Ford GT                               | M    | 340     | +27 vueltas   |
| 18  | LMGTE Pro | 67 | Ford Chip Ganassi Team UK  | Harry Tincknell Andy Priaulx Pipo Derani                 | Ford EcoBoost 3.5 L Turbo V6          | M    | 340     | +27 vueltas   |
| 19  | LMGTE Pro | 63 | Corvette Racing – GM       | Jan Magnussen Antonio García Jordan Taylor               | Chevrolet Corvette C7.R               | M    | 340     | +27 vueltas   |
| 19  | LMGTE Pro | 63 | Corvette Racing – GM       | Jan Magnussen Antonio García Jordan Taylor               | Chevrolet 5.5 L V8                    | M    | 340     | +27 vueltas   |
| 20  | LMGTE Pro | 91 | Porsche GT Team            | Richard Lietz Frédéric Makowiecki Patrick Pilet          | Porsche 911 RSR                       | M    | 339     | +28 vueltas   |
| 20  | LMGTE Pro | 91 | Porsche GT Team            | Richard Lietz Frédéric Makowiecki Patrick Pilet          | Porsche 4.0 L Flat-6                  | M    | 339     | +28 vueltas   |
| 21  | LMGTE Pro | 71 | AF Corse                   | Davide Rigon Sam Bird Miguel Molina                      | Ferrari 488 GTE                       | M    | 339     | +28 vueltas   |
| 21  | LMGTE Pro | 71 | AF Corse                   | Davide Rigon Sam Bird Miguel Molina                      | Ferrari Ferrari F154CB 3.9 L Turbo V8 | M    | 339     | +28 vueltas   |
| 22  | LMGTE Pro | 68 | Ford Chip Ganassi Team USA | Joey Hand Tony Kanaan Dirk Müller                        | Ford GT                               | M    | 339     | +28 vueltas   |
| 22  | LMGTE Pro | 68 | Ford Chip Ganassi Team USA | Joey Hand Tony Kanaan Dirk Müller                        | Ford EcoBoost 3.5 L Turbo V6          | M    | 339     | +28 vueltas   |
| 23  | LMGTE Pro | 69 | Ford Chip Ganassi Team USA | Ryan Briscoe Scott Dixon Richard Westbrook               | Ford GT                               | M    | 337     | +30 vueltas   |
| 23  | LMGTE Pro | 69 | Ford Chip Ganassi Team USA | Ryan Briscoe Scott Dixon Richard Westbrook               | Ford EcoBoost 3.5 L Turbo V6          | M    | 337     | +30 vueltas   |
| 24  | LMGTE Pro | 64 | Corvette Racing – GM       | Oliver Gavin Tommy Milner Marcel Fässler                 | Chevrolet Corvette C7.R               | M    | 335     | +32 vueltas   |
| 24  | LMGTE Pro | 64 | Corvette Racing – GM       | Oliver Gavin Tommy Milner Marcel Fässler                 | Chevrolet 5.5 L V8                    | M    | 335     | +32 vueltas   |
| 25  | LMGTE Pro | 95 | Aston Martin Racing        | Nicki Thiim Marco Sørensen Richie Stanaway               | Aston Martin Vantage GTE              | D    | 334     | +33 vueltas   |
| 25  | LMGTE Pro | 95 | Aston Martin Racing        | Nicki Thiim Marco Sørensen Richie Stanaway               | Aston Martin 4.5 L V8                 | D    | 334     | +33 vueltas   |
| 26  | LMGTE Am  | 84 | JMW Motorsport             | Robert Smith Will Stevens Dries Vanthoor                 | Ferrari 488 GTE                       | M    | 333     | +34 vueltas   |
| 26  | LMGTE Am  | 84 | JMW Motorsport             | Robert Smith Will Stevens Dries Vanthoor                 | Ferrari F136GT 4.5 L V8               | M    | 333     | +34 vueltas   |
| 27  | LMGTE Pro | 66 | Ford Chip Ganassi Team UK  | Stefan Mücke Olivier Pla Billy Johnson                   | Ford GT                               | M    | 332     | +35 vueltas   |
| 27  | LMGTE Pro | 66 | Ford Chip Ganassi Team UK  | Stefan Mücke Olivier Pla Billy Johnson                   | Ford EcoBoost 3.5 L Turbo V6          | M    | 332     | +35 vueltas   |
| 28  | LMGTE Am  | 55 | Spirit of Race             | Duncan Cameron Aaron Scott Marco Cioci                   | Ferrari 488 GTE                       | M    | 331     | +36 vueltas   |
| 28  | LMGTE Am  | 55 | Spirit of Race             | Duncan Cameron Aaron Scott Marco Cioci                   | Ferrari Ferrari F154CB 3.9 L Turbo V8 | M    | 331     | +36 vueltas   |
| 29  | LMGTE Am  | 62 | Scuderia Corsa             | Cooper MacNeil Bill Sweedler Townsend Bell               | Ferrari 488 GTE                       | M    | 331     | +36 vueltas   |
| 29  | LMGTE Am  | 62 | Scuderia Corsa             | Cooper MacNeil Bill Sweedler Townsend Bell               | Ferrari Ferrari F154CB 3.9 L Turbo V8 | M    | 331     | +36 vueltas   |
| 30  | LMGTE Am  | 99 | Beechdean AMR              | Andrew Howard Ross Gunn Oliver Bryant                    | Aston Martin Vantage GTE              | D    | 331     | +36 vueltas   |
| 30  | LMGTE Am  | 99 | Beechdean AMR              | Andrew Howard Ross Gunn Oliver Bryant                    | Aston Martin 4.5 L V8                 | D    | 331     | +36 vueltas   |
| 31  | LMGTE Am  | 61 | Clearwater Racing          | Weng Sun Mok Keita Sawa Matt Griffin                     | Ferrari 488 GTE                       | M    | 330     | +37 vueltas   |
| 31  | LMGTE Am  | 61 | Clearwater Racing          | Weng Sun Mok Keita Sawa Matt Griffin                     | Ferrari Ferrari F154CB 3.9 L Turbo V8 | M    | 330     | +37 vueltas   |
| 32  | LMP2      | 45 | Algarve Pro Racing         | Mark Patterson Matt McMurry Vincent Capillaire           | Ligier JS P217                        | D    | 330     | +37 vueltas   |
| 32  | LMP2      | 45 | Algarve Pro Racing         | Mark Patterson Matt McMurry Vincent Capillaire           | Gibson GK428 4.2 L V8                 | D    | 330     | +37 vueltas   |
| 33  | LMP2      | 27 | SMP Racing                 | Mikhail Aleshin Sergey Sirotkin Viktor Shaitar           | Dallara P217                          | D    | 330     | +37 vueltas   |
| 33  | LMP2      | 27 | SMP Racing                 | Mikhail Aleshin Sergey Sirotkin Viktor Shaitar           | Gibson GK428 4.2 L V8                 | D    | 330     | +37 vueltas   |
| 34  | LMGTE Am  | 77 | Dempsey-Proton Racing      | Christian Ried Marvin Dienst Matteo Cairoli              | Porsche 911 RSR                       | D    | 329     | +38 vueltas   |
| 34  | LMGTE Am  | 77 | Dempsey-Proton Racing      | Christian Ried Marvin Dienst Matteo Cairoli              | Porsche 4.0 L Flat-6                  | D    | 329     | +38 vueltas   |
| 35  | LMGTE Am  | 90 | TF Sport                   | Salih Yoluc Euan Hankey Rob Bell                         | Aston Martin Vantage GTE              | D    | 329     | +38 vueltas   |
| 35  | LMGTE Am  | 90 | TF Sport                   | Salih Yoluc Euan Hankey Rob Bell                         | Aston Martin 4.5 L V8                 | D    | 329     | +38 vueltas   |
| 36  | LMGTE Am  | 98 | Aston Martin Racing        | Paul Dalla Lana Mathias Lauda Pedro Lamy                 | Aston Martin Vantage GTE              | D    | 329     | +38 vueltas   |
| 36  | LMGTE Am  | 98 | Aston Martin Racing        | Paul Dalla Lana Mathias Lauda Pedro Lamy                 | Aston Martin 4.5 L V8                 | D    | 329     | +38 vueltas   |
| 37  | LMGTE Am  | 93 | Proton Competition         | Patrick Long Mike Hedlund Abdulaziz Al Faisal            | Porsche 911 RSR                       | D    | 329     | +38 vueltas   |
| 37  | LMGTE Am  | 93 | Proton Competition         | Patrick Long Mike Hedlund Abdulaziz Al Faisal            | Porsche 4.0 L Flat-6                  | D    | 329     | +38 vueltas   |
| 38  | LMGTE Am  | 86 | Gulf Racing UK             | Michael Wainwright Ben Barker Nick Foster                | Porsche 911 RSR                       | D    | 328     | +39 vueltas   |
| 38  | LMGTE Am  | 86 | Gulf Racing UK             | Michael Wainwright Ben Barker Nick Foster                | Porsche 4.0 L Flat-6                  | D    | 328     | +39 vueltas   |
| 39  | LMP2      | 22 | G-Drive Racing             | Memo Rojas Ryō Hirakawa José Gutiérrez                   | Oreca 07                              | D    | 327     | +40 vueltas   |
| 39  | LMP2      | 22 | G-Drive Racing             | Memo Rojas Ryō Hirakawa José Gutiérrez                   | Gibson GK428 4.2 L V8                 | D    | 327     | +40 vueltas   |
| 40  | LMGTE Am  | 60 | Clearwater Racing          | Richard Wee Álvaro Parente Hiroki Katoh                  | Ferrari 488 GTE                       | M    | 327     | +40 vueltas   |
| 40  | LMGTE Am  | 60 | Clearwater Racing          | Richard Wee Álvaro Parente Hiroki Katoh                  | Ferrari Ferrari F154CB 3.9 L Turbo V8 | M    | 327     | +40 vueltas   |
| 41  | LMGTE Am  | 54 | Spirit of Race             | Thomas Flohr Francesco Castellacci Olivier Beretta       | Ferrari 488 GTE                       | M    | 326     | +41 vueltas   |
| 41  | LMGTE Am  | 54 | Spirit of Race             | Thomas Flohr Francesco Castellacci Olivier Beretta       | Ferrari Ferrari F154CB 3.9 L Turbo V8 | M    | 326     | +41 vueltas   |
| 42  | LMGTE Am  | 83 | DH Racing                  | Tracy Krohn Niclas Jönsson Andrea Bertolini              | Ferrari 488 GTE                       | M    | 320     | +47 vueltas   |
| 42  | LMGTE Am  | 83 | DH Racing                  | Tracy Krohn Niclas Jönsson Andrea Bertolini              | Ferrari Ferrari F154CB 3.9 L Turbo V8 | M    | 320     | +47 vueltas   |
| 43  | LMP2      | 39 | Graff                      | Eric Trouillet Enzo Guibbert James Winslow               | Oreca 07                              | D    | 318     | +49 vueltas   |
| 43  | LMP2      | 39 | Graff                      | Eric Trouillet Enzo Guibbert James Winslow               | Gibson GK428 4.2 L V8                 | D    | 318     | +49 vueltas   |
| 44  | LMGTE Am  | 65 | Scuderia Corsa             | Christina Nielsen Alessandro Balzan Bret Curtis          | Ferrari 488 GTE                       | M    | 314     | +53 vueltas   |
| 44  | LMGTE Am  | 65 | Scuderia Corsa             | Christina Nielsen Alessandro Balzan Bret Curtis          | Ferrari Ferrari F154CB 3.9 L Turbo V8 | M    | 314     | +53 vueltas   |
| 45  | LMP2      | 49 | ARC Bratislava             | Miroslav Konôpka Konstantīns Calko Rik Breukers          | Ligier JS P217                        | M    | 314     | +53 vueltas   |
| 45  | LMP2      | 49 | ARC Bratislava             | Miroslav Konôpka Konstantīns Calko Rik Breukers          | Gibson GK428 4.2 L V8                 | M    | 314     | +53 vueltas   |
| 46  | LMGTE Pro | 51 | AF Corse                   | James Calado Alessandro Pier Guidi Michele Rugolo        | Ferrari 488 GTE                       | M    | 312     | +55 vueltas   |
| 46  | LMGTE Pro | 51 | AF Corse                   | James Calado Alessandro Pier Guidi Michele Rugolo        | Ferrari Ferrari F154CB 3.9 L Turbo V8 | M    | 312     | +55 vueltas   |
| 47  | LMP2      | 43 | Keating Motorsport         | Ben Keating Ricky Taylor Jeroen Bleekemolen              | Riley Mk. 30                          | M    | 312     | +55 vueltas   |
| 47  | LMP2      | 43 | Keating Motorsport         | Ben Keating Ricky Taylor Jeroen Bleekemolen              | Gibson GK428 4.2 L V8                 | M    | 312     | +55 vueltas   |
| 48  | LMGTE Am  | 50 | Larbre Compétition         | Romain Brandela Christian Philippon Fernando Rees        | Chevrolet Corvette C7.R               | M    | 309     | +58 vueltas   |
| 48  | LMGTE Am  | 50 | Larbre Compétition         | Romain Brandela Christian Philippon Fernando Rees        | Chevrolet 5.5 L V8                    | M    | 309     | +58 vueltas   |
| DNF | LMP1      | 1  | Porsche LMP Team           | Neel Jani Nick Tandy André Lotterer                      | Porsche 919 Hybrid                    | M    | 318     | Mechanical    |
| DNF | LMP1      | 1  | Porsche LMP Team           | Neel Jani Nick Tandy André Lotterer                      | Porsche 2.0 L Turbo V4                | M    | 318     | Mechanical    |
| DNF | LMP2      | 23 | Panis Barthez Compétition  | Fabien Barthez Timothé Buret Nathanaël Berthon           | Ligier JS P217                        | M    | 296     | Retirado      |
| DNF | LMP2      | 23 | Panis Barthez Compétition  | Fabien Barthez Timothé Buret Nathanaël Berthon           | Gibson GK428 4.2 L V8                 | M    | 296     | Retirado      |
| DNF | LMP2      | 28 | TDS Racing                 | François Perrodo Emmanuel Collard Matthieu Vaxivière     | Oreca 07                              | D    | 213     | Accident      |
| DNF | LMP2      | 28 | TDS Racing                 | François Perrodo Emmanuel Collard Matthieu Vaxivière     | Gibson GK428 4.2 L V8                 | D    | 213     | Accident      |
| DNF | LMGTE Pro | 92 | Porsche GT Team            | Michael Christensen Kévin Estre Dirk Werner              | Porsche 911 RSR                       | M    | 179     | Retirado      |
| DNF | LMGTE Pro | 92 | Porsche GT Team            | Michael Christensen Kévin Estre Dirk Werner              | Porsche 4.0 L Flat-6                  | M    | 179     | Retirado      |
| DNF | LMP1      | 9  | Toyota Gazoo Racing        | José María López Nicolas Lapierre Yuji Kunimoto          | Toyota TS050 Hybrid                   | M    | 160     | Puncture      |
| DNF | LMP1      | 9  | Toyota Gazoo Racing        | José María López Nicolas Lapierre Yuji Kunimoto          | Toyota 2.4 L Turbo V6                 | M    | 160     | Puncture      |
| DNF | LMP1      | 7  | Toyota Gazoo Racing        | Mike Conway Kamui Kobayashi Stéphane Sarrazin            | Toyota TS050 Hybrid                   | M    | 154     | Clutch        |
| DNF | LMP1      | 7  | Toyota Gazoo Racing        | Mike Conway Kamui Kobayashi Stéphane Sarrazin            | Toyota 2.4 L Turbo V6                 | M    | 154     | Clutch        |
| DNF | LMP2      | 25 | CEFC Manor TRS Racing      | Roberto González Simon Trummer Vitaly Petrov             | Oreca 07                              | D    | 152     | Collision     |
| DNF | LMP2      | 25 | CEFC Manor TRS Racing      | Roberto González Simon Trummer Vitaly Petrov             | Gibson GK428 4.2 L V8                 | D    | 152     | Collision     |
| DNF | LMGTE Pro | 82 | Risi Competizione          | Toni Vilander Giancarlo Fisichella Pierre Kaffer         | Ferrari 488 GTE                       | M    | 72      | Collision     |
| DNF | LMGTE Pro | 82 | Risi Competizione          | Toni Vilander Giancarlo Fisichella Pierre Kaffer         | Ferrari Ferrari F154CB 3.9 L Turbo V8 | M    | 72      | Collision     |
| DNF | LMP2      | 26 | G-Drive Racing             | Roman Rusinov Pierre Thiriet Alex Lynn                   | Oreca 07                              | D    | 20      | Collision     |
| DNF | LMP2      | 26 | G-Drive Racing             | Roman Rusinov Pierre Thiriet Alex Lynn                   | Gibson GK428 4.2 L V8                 | D    | 20      | Collision     |
| DNF | LMGTE Am  | 88 | Proton Competition         | Klaus Bachler Stéphane Lémeret Khalid Al Qubaisi         | Porsche 911 RSR                       | D    | 18      | Collision     |
| DNF | LMGTE Am  | 88 | Proton Competition         | Klaus Bachler Stéphane Lémeret Khalid Al Qubaisi         | Porsche 4.0 L Flat-6                  | D    | 18      | Collision     |
| DNF | LMP1      | 4  | ByKolles Racing Team       | Dominik Kraihamer Oliver Webb Marco Bonanomi             | ENSO CLM P01/01                       | M    | 7       | Retirado      |
| DNF | LMP1      | 4  | ByKolles Racing Team       | Dominik Kraihamer Oliver Webb Marco Bonanomi             | Nismo VRX30A 3.0 L Turbo V6           | M    | 7       | Retirado      |
| DSQ | LMP2      | 13 | Vaillante Rebellion        | Nelson Piquet Jr. Mathias Beche David Heinemeier Hansson | Oreca 07                              | D    | 364     | Descalificado |
| DSQ | LMP2      | 13 | Vaillante Rebellion        | Nelson Piquet Jr. Mathias Beche David Heinemeier Hansson | Gibson GK428 4.2 L V8                 | D    | 364     | Descalificado |

Fuentes: FIA WEC.